# Gare du Vert de Maisons
Gare du Vert de Maisons – przystanek kolejowy położony pomiędzy Maisons-Alfort i Alfortville, w departamencie Val-de-Marne, w regionie Île-de-France, we Francji.
Jest przystankiem kolejowym Société nationale des chemins de fer français (SNCF), obsługiwanym przez pociągi RER linii D.